# Kinuyo Tanaka
Kinuyo Tanaka,  (田中 絹代?, Tanaka Kinuyo) (Shimonoseki, 29 novembre 1909 – Tokyo, 21 marzo 1977), è stata un'attrice e regista giapponese, tra le più popolari e apprezzate della sua epoca in patria.

## Biografia
Intraprese la carriera di attrice fin da piccola debuttando a soli 15 anni nel 1924. Cinque anni dopo venne chiamata da Yasujirō Ozu per il suo film Mi sono laureato, ma..., mentre nel 1931 recitò nel primo film sonoro della storia del cinema giapponese, Madamu to nyōbō di Heinosuke Gosho.
Nel corso della sua carriera ha avuto una intensa relazione professionale con il famoso regista Kenji Mizoguchi, che l'ha diretta in quindici pellicole, tra cui le più celebri sono La vita di O-Haru - Donna galante e I racconti della luna pallida d'agosto.
Nel 1953 divenne la seconda donna giapponese a dirigere un film (la prima era stata Sakane Tazuko); durante la sua carriera cinematografica dirigerà in totale sei pellicole.
Il rapporto con Mizoguchi si incrinò nel 1955 quando la Tanaka stava realizzando il suo secondo film da regista. In quella occasione Mizoguchi espresse parere negativo a proposito del passaggio dell'attrice al ruolo di regista, criticandone l'opera. Questo non impedì alla Tanaka di terminare il suo film e proseguire la carriera di regista, ma creò una frattura insanabile tra i due, al punto che la Tanaka non perdonò mai il suo vecchio amico, nonostante i due torneranno a lavorare insieme in alcune occasioni.
Nel 1975 vinse l'Orso d'argento per la migliore attrice per il film Sandokan numero 8. In oltre 50 anni di carriera ha interpretato più di 150 film. Il regista Masaki Kobayashi era un suo cugino di secondo grado.

## Filmografia parziale

### Attrice
- Mura no bokujō, regia di Hiroshi Shimizu (1924)
- Mi sono laureato, ma... (Wasei kenka tomodachi), regia di Yasujirō Ozu (1929)
- Anche se non sono riuscito a laurearmi... (Rakudai wa shitakeredo), regia di Yasujirō Ozu (1930)
- Dove sono finiti i sogni di gioventù? (Seishun no yume imaizuko), regia di Yasujirō Ozu (1932)
- La donna della retata (Hijosen no onna), regia di Yasujirō Ozu (1933)
- Una donna di Tokyo (Tokyo no onna), regia di Yasujirō Ozu (1933)
- Una ragazza innocente (Hakoiri musume), regia di Yasujirō Ozu (1935)
- Miyamoto Musashi, regia di Kenji Mizoguchi (1944)
- Utamaro e le sue cinque mogli (Utamaro o meguru gonin no onna), regia di Kenji Mizoguchi (1946)
- Le donne della notte (Yoru no onnatachi), regia di Kenji Mizoguchi (1948)
- Una gallina nel vento (Kaze no naka no mendori), regia di Yasujirō Ozu (1948)
- Il mio amore brucia (Waga koi wa moenu), regia di Kenji Mizoguchi (1949)
- Le sorelle Munekata (Munekata kyoudai), regia di Yasujirō Ozu (1950)
- La signora Oyū (Oyū-sama), regia di Kenji Mizoguchi (1951)
- La signora di Musashino (Musashino fujin), regia di Kenji Mizoguchi (1951)
- Ginza keshō, regia di Mikio Naruse (1951)
- La vita di O-Haru - Donna galante (Saikaku ichidai onna), regia di Kenji Mizoguchi (1952)
- I racconti della luna pallida d'agosto (Ugetsu monogatari), regia di Kenji Mizoguchi (1953)
- L'intendente Sansho (Sanshō Dayū), regia di Kenji Mizoguchi (1954)
- Arashi, regia di Hiroshi Inagaki (1956)
- La leggenda di Narayama (Narayama bushiko), regia di Keisuke Kinoshita (1958)
- Fiori d'equinozio (Higanbana), regia di Yasujirō Ozu (1958)
- Il fratello minore (Ototo), regia di Kon Ichikawa (1960)
- Barbarossa (Akahige), regia di Akira Kurosawa (1965)
- Sandokan numero 8 (Sandokan numero 8), regia di Kei Kumai (1974)

### Regista
- Koibumi (1953)
- Tsuki wa noborinu (1955)
- Chibusa yo eien nare (1955)
- Ruten no ōhi (1960)
- Onna bakari no yoru (1961)
- Ogin-sama (1962)

## Riconoscimenti
- Festival di Cannes
1954 – Candidatura al Grand Prix du Festival International du Film per Lettere d'amore
- Festival internazionale del cinema di Berlino
1975 – Orso d'argento per la migliore attrice per Sandokan numero 8
- Mainichi Film Concours
1948 – Migliore attrice per Joyū Sumako no koi e Kekkon
1949 – Migliore attrice per Donne della notte e Una gallina nel vento
1958 – Migliore attrice non protagonista per Ibo kyoudai, Chijo e Kottaisan yori: Nyotai wa kanashiku
1961 – Migliore attrice non protagonista per Il fratello minore
1975 – Migliore attrice per Sandokan numero 8 e Sanbaba
- Kinema Junpo Awards
1959 – Migliore attrice per La leggenda di Narayama
1975 – Migliore attrice per Sandokan numero 8